# Castel di Sasso
Castel di Sasso (Castiello 'e Sasso in campano) è un comune italiano sparso di 997 abitanti della provincia di Caserta in Campania. È sito ai piedi del Monte Friento, una delle punte della catena dei Monti Trebulani.

## Geografia fisica
Il comune ha un'estensione di 20,32 km quadrati ed un territorio prevalentemente collinare, facente parte della Comunità montana Monte Maggiore.

## Storia
Castel di Sasso è stato, nel 1753, paese natale di Decio Coletti, patriota che si distinse per la sua accesa lotta alla libertà. In sede comunale è possibile osservare un tributo monumentale, donato dai cittadini, in sua memoria.
Il comune fino al 1806 comprendeva anche Villa Santa Croce.
Il ruolo di capoluogo era inizialmente del borgo di Sasso, poi venne assunto dalla frazione di Prea, dal 1867 da quella di Strangolagalli ed infine, dal 1988 dalla più moderna località di San Marco.
Nell'ottobre 1943, il territorio comunale di Castel di Sasso fu attraversato da truppe americane nel contesto della Campagna d'Italia durante la seconda guerra mondiale: il 14 ottobre un battaglione americano venne respinto dai tedeschi a sud di Cisterna, ed un altro raggiunse nella notte Prea. All'alba del 17 ottobre gli americani comandati dal generale Lucian Truscott, dopo aver affrontato una dura resistenza tedesca, entrarono nell'abitato di Villa Liberi.

### Simboli
Lo stemma e il gonfalone del comune di Castel di Sasso sono stati concessi con decreto del presidente della Repubblica del 7 gennaio 2010.
Il gonfalone è un drappo di giallo con la bordatura di azzurro.

## Monumenti e luoghi d'interesse
Sono notevoli, subito fuori dall'abitato del paese, gli affreschi della cappella semidiroccata del vecchio cimitero, in stile bizantino, probabile emanazione degli affreschi della vicina basilica di S. Michele a Sant'Angelo in Formis.
All'interno del comune vi sono principalmente due antichi borghi, quello medioevale di Sasso, dove sono presenti i ruderi della cinta muraria dell'antica fortezza e della chiesa di San Biagio extra moenia, e quello tardo medioevale, in parte in stile catalano, di Vallata.

## Società

### Evoluzione demografica
Abitanti censiti

### Tradizioni e folclore
Il 3 febbraio di ogni anno si tiene la festa del santo patrono Biagio particolarmente sentita. Attorno ad esso si raduna la devozione di un intero paese e paesi limitrofi e non, accompagnando a tutto questo le azioni da rituale tradizione quale la preparazione dei famosi biscotti di San Biagio e l'unzione della gola, intercedendo presso il Santo contro il mal di gola e ogni altro male.